# Cyphocleonus achates
Долгоносик-клеон ахатес (лат. Cyphocleonus achates) — вид жуков из подсемейства Lixinae семейства долгоносиков (Curculionidae).

## Описание
Длина 14—15 мм. За 8—15 недель своей жизни в стадии имаго самка откладывает около 100 яиц.

## Использование для биоконтроля
В Северной Америке вид используют в качестве биологического агента контроля за сорняками. Есть свидетельства успешности такого использования.
Летом 2009 года жуки были выпущены в Национальном лесу Гайавата.